# Epipagis dilecticolor
Epipagis dilecticolor là một loài bướm đêm trong họ Crambidae.